# Acalolepta ochreifrons
Acalolepta ochreifrons là một loài bọ cánh cứng trong họ Cerambycidae.